# Cuauhtamazaco
Cuauhtamazaco är en ort i Mexiko.   Den ligger i kommunen Cuetzalan del Progreso och delstaten Puebla, i den sydöstra delen av landet, 180 km öster om huvudstaden Mexico City. Cuauhtamazaco ligger 748 meter över havet och antalet invånare är 1 107.
Terrängen runt Cuauhtamazaco är bergig. Runt Cuauhtamazaco är det ganska tätbefolkat, med 179 invånare per kvadratkilometer. Närmaste större samhälle är Ciudad de Cuetzalan, 3,6 km väster om Cuauhtamazaco. I omgivningarna runt Cuauhtamazaco växer i huvudsak städsegrön lövskog.